# Luciferina (película de 2018)
Luciferina es una película argentina de terror de 2018 escrita y dirigida por Gonzalo Calzada. La cinta en cuestión es la primera entrega de lo que se ha planeado como una trilogía, con las secuelas aún por realizarse, Inmaculada y Gótica.

## Sinopsis
Natalia es una novicia de diecinueve años que vuelve a casa a regañadientes para despedirse de su padre moribundo. Sin embargo, cuando se reencuentra con su hermana y sus amigos, decide en cambio viajar a la selva para participar en un ritual de sanación que involucra el uso de una planta mística.

## Argumento
La película sigue a Natalia (Sofía del Tuffo), una joven de diecinueve años con un particular don que le permite ver el aura de las personas. Su reclusión de dos años en un convento se interrumpe a raíz de la devastadora noticia dada por su abadesa de que sus padres han sufrido un trágico accidente y que su madre ha muerto. A pesar de la inquietante noticia, no tiene prisa por marcharse. Pero la abadesa insiste en que vuelva a casa, recordándole que el convento «no es un escondite».
Natalia regresa a casa y encuentra a su padre horriblemente desfigurado y confinado en un estado catatónico en una cama de hospital personalizada en el ático de la casa. La hermana de Natalia, Ángela (Malena Sánchez),  también parece estar luchando contra sus propios demonios internos (es alcohólica, drogadicta y sufrió un aborto).  Ángela quiere a su hermana, pero está terriblemente enfadada con ella por haberse ido a recluir al convento, dejándola sola con unos padres tan inadecuados. Sintiéndose perdida, se encuentra bajo la influencia de un novio abusivo y manipulador (Francisco Donovan).
Ángela le cuenta a Natalia que su madre supuestamente se volvió loca, utilizando sangre para pintar imágenes de pesadilla en varios lienzos. Cuando su padre trató de interceder, ella le atacó con cuchillas y de ahí la desfiguración. En el tumulto resultante, la madre resultó muerta. Según Ángela, ella cree que ellos no son sus verdaderos padres, pero no tiene ninguna explicación de por qué tiene esta creencia. Además, está convencida de que hay algún tipo de fuerza maligna en su casa. Cree que sus supuestos padres esconden un oscuro secreto y está decidida a descubrirlo. Por eso, con la idea de encontrar alguna pista sobre la verdad, planea viajar a la selva de Tigre con un grupo de amigos para realizar un ritual con una planta sagrada, que espera que le revele todo. Le pide a Natalia que la acompañe. Al principio, ella se niega. Además, la joven novicia comienza a tener visiones inquietantes y se enfrenta a un inexplicable despertar sexual que la hace sentirse avergonzada. Pero teme por la seguridad de su hermana en el peligroso viaje con su volátil novio, así que acepta a regañadientes acompañarla. 
Ángela y su grupo de amigos esperan curar todos sus males psicológicos. Curiosamente, el grupo estudia psicología en la universidad local. Además, cada uno de ellos sufre una enfermedad médica o psicológica, de ahí el deseo de curarse con un nuevo método, ya que los métodos seculares han fracasado. El grupo acaba llegando hasta un chamán peruano amazónico que realiza un ritual con la ayahuasca, una droga psicotrópica utilizada en la medicina espiritual tradicional del que se dice que tiene poderes místicos al expandir la conciencia; se cree que es una puerta de entrada al mundo espiritual. 
El chamán (Tomás Lipán) utiliza un asilo abandonado junto a una iglesia en ruinas en medio de una isla para sus rituales. El asilo inicialmente era administrado por una orden de monjas, pero en la década de los 70, el gobierno tomó el control del asilo y lo convirtió en un centro psiquiátrico. Las religiosas denunciaron prácticas de tratos inhumanos en el asilo, lo que provocó su abandono. Cuando Natalia llega a la isla, está segura de haber estado allí antes, aunque no comprende su papel en esa historia. En este tenso ambiente, la virginal chica tiene visiones. Se refieren a su madre muerta y a un misterioso santuario. Al iniciar el ritual, el chamán encargado les advierte que la droga revela lo que hayan traído consigo.  Y para aquellos que intentan escapar de un pasado problemático, lo que se revela no será la salvación, sino la condena.
Durante la ceremonia, el grupo de jóvenes empiezan a tener unas visiones horribles y se hace evidente que Natalia se enfrenta a una poderosa fuerza sobrenatural que pretende matar a sus amigos y tener sexo con ella para engendrar una abominación. Resulta que en el cuerpo de Abel (Pedro Merlo), uno de los jóvenes del grupo que cree padecer de ataques epilépticos, reside realmente un demonio que puede provocar el fin de los tiempos. Con la ayuda de la hermana Gregoria (Marta Lubos), una monja que ha estado esperando en las ruinas de la ermita una generación para este conflicto, la chica deberá enfrentar a las fuerzas diabólicas que han matado a los jóvenes y amenazan con poseerla. Todo ello culmina con Natalia aceptando que ella ha sido traída a este mundo como la nueva portadora de luz. Para liberar a Abel de su posesión demoníaca, Natalia lo atrae a las ruinas de la ermita para tener sexo con él; durante este acto de magia sexual, ella realiza el exorcismo que sacará el demonio del cuerpo del joven. El exorcismo funciona, pero Abel muere y su espíritu se va en paz.
La última escena de la película muestra a Natalia de vuelta en su convento, pidiéndole ayuda a la abadesa para «encontrar a las otras dos, antes de que ellos lo hagan». La monja le responde que «se encuentra en buenas manos», mientras se revela que Natalia está embarazada y el feto podría o no ser diabólico.